# جائزة الأوسكار لأفضل تصميم إنتاج
جائزة الأوسكار لأفضل تصميم إنتاج هي إحدى الجوائز التي يتم توزيعها في حفل توزيع جوائز الأوسكار والتي تقدمها أكاديمية الفنون والعلوم السينمائية وهي تعطى لأفضل إخراج فني في فيلم. الاسم الأصلي لها كان أفضل إخراج فني (Best Art Direction)، لكن تم تغييره إلى الاسم الحالي في 2012 لجوائز الاوسكار ال85.

## التفوق
| فئة                            | اسم            | تفوق     | ملاحظات                  |
| ------------------------------ | -------------- | -------- | ------------------------ |
| أكثر فوزاً                      | سيدريك جيبونز  | 11 جائزة | جوائز من 39 ترشيح        |
| أكثر المرشحين                  | سيدريك جيبونز  | 39 ترشيح | أسفرت الترشيحات 11 جوائز |
| أكثر المرشحين (دون الفوز أبداً) | رولاند أندرسون | 15 ترشيح |                          |